# La rosa de Guadalupe
La rosa de Guadalupe (Brasil: A Rosa dos Milagres ou Milagres de Nossa Senhora ) é uma série de televisão mexicana antológica do gênero drama, criada por Carlos Eduardo Mercado Orduña. Produzida por Miguel Ángel Herros para a Televisa e Las Estrellas, na qual iniciou sua transmissão em 5 de fevereiro de 2008. Seus episódios abordam conflitos sociais em situações da vida real, onde os valores da religião católica e a devoção à Virgem de Guadalupe influenciam sua solução.
Uma adaptação peruana da série intitulada La rosa de Guadalupe Perú estreou em 19 de março de 2020 e foi ao ar na América Televisión.

## Premissa
Os episódios da série são geralmente independentes (embora episódios especiais de duas horas de duração tenham sido ocasionalmente transmitidos). Devido as histórias dos personagens principais serem independentes, os episódios não demonstram ligações entre si. Devido ao formato unitário, o elenco e suas  personagens mudam a cada capítulo.
A estrutura básica de cada episódio apresenta um conflito social que afeta os protagonistas. Em algum momento do conflito, uma pessoa próxima à pessoa afetada quando a situação se agrava (geralmente um membro da família ou um amigo) reza diante de uma imagem de Nossa Senhora de Guadalupe para invocar sua ajuda na solução deste problema. Neste ponto, uma rosa branca se materializa na casa do protagonista.
O resultado de cada episódio vem quando o personagem principal toma conhecimento dos erros em seu comportamento. Como um sinal de que a história chegou ao fim, uma corrente de ar flui em torno dele, e ao mesmo tempo a rosa branca desaparece e um dos personagens pronuncia uma mensagem como uma lição de moral para fechar o capítulo.
Durante a temporada de 2017, a atriz Helena Rojo apresentou alguns dos episódios.
Durante uma entrevista, o roteirista Carlos Mercado contou que começou a desenvolver a história quando visitou a Basílica de Nossa Senhora de Guadalupe para pedir um milagre. Ao ver a quantidade de pessoas reunidas no local, ele começou a se perguntar sobre a história e o porque de cada uma delas estar presente no local.
Sobre a rosa branca, Mercado indicou que ela simboliza a pureza e que em cada capítulo são usadas quatro ou cinco rosas naturais. O escritor também relata que a corrente de ar é inspirada por uma experiência pessoal quando sentiu que o vento soprava ao redor dele depois de fazer uma oração pedindo que a série fosse produzida.
A série também é caracterizada por ter alguns dos seus episódios inspirados em assuntos que estão evidência na mídia ou nas redes sociais. A Rosa de Guadalupe dedicou capítulos a videogames (no episódio MonsterBall Go), a droga Krokodil (Como um zumbi), o jogo da Baleia Azul (Quando as baleias encalham ou Só desmaiam), a autolesão (Uma saída dolorida), o cosplay (Save the world), o assassinato da ativista Marisela Escobedo Ortiz, (A sede da justiça), os millenials (Millenials: juventude de hoje), entre outros.

## Exibição
| Temporada | Temporada | Episódios | Exibição original       | Exibição original      |
| Temporada | Temporada | Episódios | Estreia                 | Final                  |
| --------- | --------- | --------- | ----------------------- | ---------------------- |
|           | 1         | 83        | 5 de fevereiro de 2008  | 30 de janeiro de 2009  |
|           | 2         | 89        | 2 de fevereiro de 2009  | 5 de janeiro de 2010   |
|           | 3         | 110       | 25 de janeiro de 2010   | 12 de janeiro de 2011  |
|           | 4         | 102       | 17 de janeiro de 2011   | 27 de janeiro de 2012  |
|           | 5         | 99        | 30 de janeiro de 2012   | 8 de fevereiro de 2013 |
|           | 6         | 99        | 28 de janeiro de 2013   | 5 de fevereiro de 2014 |
|           | 7         | 93        | 7 de fevereiro de 2014  | 10 de dezembro de 2014 |
|           | 8         | 90        | 19 de janeiro de 2015   | 9 de dezembro de 2015  |
|           | 9         | 154       | 18 de janeiro de 2016   | 24 de janeiro de 2017  |
|           | 10        | 152       | 25 de janeiro de 2017   | 27 de janeiro de 2018  |
|           | 11        | 165       | 19 de fevereiro de 2018 | 24 de janeiro de 2019  |
|           | 12        | 161       | 28 de janeiro de 2019   | 27 de janeiro de 2020  |
|           | 13        | 118       | 28 de janeiro de 2020   | 28 de janeiro de 2021  |
|           | 14        | 156       | 1 de fevereiro de 2021  | 27 de janeiro de 2022  |
|           | 15        |           | 31 de janeiro de 2022   |                        |

## Críticas e controvérsias
A série tem sido vítima de severas críticas por parte da mídia especializada, devido aos seus atores em começo de carreira e as suas péssimas atuações.

## Exibição no Brasil
Foi adquirida pelo SBT, e foi exibida sob o título de A Rosa dos Milagres, de 11 de março a 29 de março de 2019 com 15 episódios, mas sendo transmitido apenas os da fase de 2016, substituindo Carrossel na faixa das 18h45 e sendo substituída pela reprise da telenovela A Dona devido aos baixos índices de audiência.
Retornou a grade do SBT em 19 de agosto de 2019, às 18h, agora com o nome Milagres de Nossa Senhora, fazendo parte da faixa das Novelas da Tarde. Inicialmente, seria a substituta da reprise de A Dona, porém, em comunicado a imprensa, a emissora anunciou a reprise de Abismo de Paixão, com estreia em 27 de agosto de 2019, como a nova substituta do dramalhão mexicano, abrindo uma faixa para a série, ficando até 18:45. Ficou no ar até o dia 25 de outubro de 2019 com 50 episódios, exibindo os da fase de 2016 e 2017. Com o fim da série, os capítulos das telenovelas A que Não Podia Amar e Abismo de Paixão foram esticados em alguns minutos, ocasionando no fim da grade.
Foi exibida pela terceira vez pelo SBT entre os dias 25 de julho e 1º de agosto de 2020, às 19h, substituindo as reprises do programa Sabadão com Celso Portiolli e sendo substituída pela extensão do Programa Raul Gil com apenas 2 episódios, sendo retirado do ar devido a baixa audiência.
1ª fase (A Rosa dos Milagres)
Promessa de Amor de uma Mãe - 11 de Março de 2019
A Missão - 11 de Março de 2019 
Uma Armadilha - 12 de Março de 2019 
A Medalha - 13 de Março de 2019 
O Amor Pode Mais Que A Traição - 14 de Março de 2019 
Uma Noite Sem Estrelas - 15 de Março de 2019 
Falar de Amor - 18 de Março de 2019 
Estranha Forma de Amar - 19 de Março de 2019 
Por Culpa do Amor - 20 de Março de 2019
Rosas para sua namorada - 20 de março de 2019 
O Último Doce - 21 de Março de 2019 
Um Amor Inesquecível - 22 de Março de 2019 
O Outro Lado da Moeda - 25 de Março de 2019 
Sem Barreiras - 26 de Março de 2019 
O Amor Nem Sempre É Questão de Sorte - 27 de março de 2019
Escolhas do Amor - 28 de março de 2019 
A Fortaleza de uma Mariposa - 29 de março de 2019

2ª fase (Milagres de Nossa Senhora)
Um Novo Destino - 19 de Agosto de 2019 
Olhos de Mel - 20 de Agosto de 2019 
Uma Moeda de Amor - 21 de Agosto de 2019  
Estranhos Destinos do Amor - 22 de Agosto de 2019 
As Mesmas Estrelas - 23 de Agosto de 2019
Despertar para a Vida - 26 de Agosto de 2019 
Um Bom Casamento - 27 de Agosto de 2019 
A Irmã Feia - 28 de Agosto de 2019 
Compreensão pelo Mundo - 29 de Agosto de 2019  
A Mercê da Vida - 30 de Agosto de 2019
Onde Estão Elena e as Filhas - 2 de Setembro de 2019 
O Sonho de Ana - 3 de Setembro de 2019
A Melhor Recordação - 4 de Setembro de 2019 
Um Pouco de Esperança - 5 de Setembro de 2019 
O Presente Perfeito - 6 de Setembro de 2019 
O Amor não Conhece o Ódio - 9 de Setembro de 2019 
O Bem da Família - 10 de Setembro de 2019
Decisões com Amor - 11 de Setembro de 2019 
Ao Amor Nunca se Renúncia - 12 de Setembro de 2019
A Fazenda - 13 de Setembro de 2019 
Mais Além da Mulher - 16 de Setembro de 2019 
A Menina Modelo - 17 de Setembro de 2019 
A Influência do Amor - 18 de Setembro de 2019 
Cheia de Amor - 19 de Setembro de 2019
Quando as Baleias Encalham - 20 de Setembro de 2019 
Uma Bomba de Amor - 23 de Setembro de 2019
O Pilar da Família - 24 de Setembro de 2019 
A Esperança de uma Oportunidade - 25 de Setembro de 2019 
A Magia do Amor - 26 de Setembro de 2019 
O Que se Ensina o Coração - 27 de Setembro de 2019 
Herança Maldita - 30 de Setembro de 2019 
Um Coração de Perdão - 1 de Outubro de 2019 
Pai e Filha - 2 de Outubro de 2019 
Dois Destinos - 3 de Outubro de 2019 
Coração em Dois Países - 4 de Outubro de 2019  
O Calor de Um Sorriso - 7 de Outubro de 2019 
A Busca - 8 de Outubro de 2019 
A Beleza está na Alma - 9 de Outubro de 2019 
Um Coração Incansável - 10 de Outubro de 2019 
Casa de Dois - 11 de Outubro de 2019 
A Família que Você Sempre quis Ter - 12 de Outubro de 2019
Jogos Inofensíveis - 15 de Outubro de 2019 
Palavra de Mulher - 16 de Outubro de 2019 
Ruídos Estranhos - 17 de Outubro de 2019 
Me Conte uma História - 18 de Outubro de 2019 
Em Defesa Própria - 21 de Outubro de 2019 
Um Melhor Julgamento - 22 de Outubro de 2019
A Dieta da Bela Adormecida - 23 de Outubro de 2019 
O Coração não tem Cor Parte 1 - 24 de Outubro de 2019 
O Coração não tem Cor Parte 2 - 25 de Outubro de 2019

3ª fase
Te Trago uma Estrela - 25 de Julho de 2020
Retomar o Caminho - 1 de Agosto de 2020

## Audiência no Brasil
No ar das 18h09 às 19h44, a série marcou 5,6 pontos, com 6,5 de pico. Substituindo a quarta exibição de Carrossel, a trama marcou a mesma média da novela infantil. Foram 6 pontos de média, que deixaram a emissora de Silvio Santos na terceira colocação. Nos dias 12, 13 e 15 de março, registrou 5,0 pontos, sua menor audiência até então. No dia 14 do mesmo mês, igualou a audiência da estreia, 5,6 pontos.
Em 20 de março de 2019, ganhou mais um horário às 14h15. No ar das 14h19 as 15h a série marcou 5.2 de média, 8.1 de pico. Ficando na terceira colocação, atrás da RecordTV 10.5, e Globo 9.7. No mesmo dia, na faixa das 18h, registrou sua pior audiência, 4,8 pontos. A exibição das 14h15 durou apenas um dia, sendo substituída no dia seguinte pelo seriado Chaves.
Em 21 de março, registrou sua maior audiência, 6,0 pontos.
Já na sua volta em 19 de agosto com novo nome, registrou 7,7 pontos, superando a primeira estreia. Impulsionada pela reta final da reprise de A Dona, o segundo episódio registrou 8,0 pontos. Com novo título e fixada nas Novelas da Tarde, apesar de ser uma série, a atração vinha marcando bons índices, superando a primeira exibição, acumulando médias entre 6 e 7 pontos, chegando inclusive a picos de 8. Seu recorde negativo é de 5,1 pontos, alcançado em 27 de setembro de 2019. Seu penúltimo capítulo bateu 7,5 (8) pontos. Seu último capitulo bateu 6,4 pontos. Teve média geral de 6,42 pontos, ficando abaixo da meta (7 pontos). Porém, a média é maior que a primeira exibição.
Em sua terceira exibição, retornou com 3,5 pontos, aumentando o público das 19h de sábado. Porém, em seu segundo episódio, os índices despencaram para apenas 2,4 pontos, sendo retirada da grade sem prévio aviso devido a baixa audiência.

## Programa rival
Em 2009, a principal concorrente da Televisa, Azteca estreia o programa A cada quién su santo. Durante cada episódio com a duração de uma hora, é focado na relação de uma região mexicana e seu santo padroeiro ou então um santo em que a região demonstra grande devoção, enquanto na Televisa são casos relacionados a milagres atribuídos a Nossa Senhora de Guadalupe.

## Prêmios e indicações

### Prêmio TVyNovelas
| Ano  | Categoria                | Programa             | Resultado |
| ---- | ------------------------ | -------------------- | --------- |
| 2018 | Melhor Programa Unitário | La rosa de Guadalupe | Ganhadora |
| 2017 | Melhor Programa Unitário | La rosa de Guadalupe | Nomeada   |
| 2016 | Melhor Programa Unitário | La rosa de Guadalupe | Nomeada   |
| 2015 | Melhor Programa Unitário | La rosa de Guadalupe | Nomeada   |
| 2014 | Melhor Programa Unitário | La rosa de Guadalupe | Ganhadora |
| 2013 | Melhor Programa Unitário | La rosa de Guadalupe | Ganhadora |

### Carnaval Carolina 2015
| Ano  | Categoria       | Programa             | Resultado |
| ---- | --------------- | -------------------- | --------- |
| 2015 | Melhor Programa | La rosa de guadalupe | Ganhadora |

### Congresso Anual de Escritores Latino americanos
| Ano  | Categoria    | Programa             | Resultado |
| ---- | ------------ | -------------------- | --------- |
| 2013 | Melhor Texto | La rosa de guadalupe | Ganhadora |

### Prêmios Bravo
| Ano  | Categoria                                  | Programa ou Nominados | Resultado |
| ---- | ------------------------------------------ | --------------------- | --------- |
| 2010 | Melhor Programa Unitário                   | La rosa de Guadalupe  | Ganhadora |
| 2013 | Melhor Programa Unitário                   | La rosa de Guadalupe  | Ganhadora |
| 2013 | Melhor atriz Feminina                      | Marcia Coutiño        | Ganhadora |
| 2013 | Melhor Ator                                | Carlos Cámara         | Ganhador  |
| 2015 | Melhor Atriz Infantil de Programa Unitario | Cherry Sayta          | Ganhadora |
| 2015 | Melhor Atriz Juvenil                       | Arantza               | Ganhadora |

## Ligações Externas
- «Página oficial» (em espanhol)
- La rosa de Guadalupe. no IMDb.